# Se a Rua Beale Falasse
Se a Rua Beale Falasse é um romance de 1974 do escritor americano James Baldwin. Seu quinto romance (e 13º livro no geral), é uma história de amor ambientada no Harlem no início dos anos 70. O título é uma referência à canção de blues de 1916 de WC Handy "Beale Street Blues", nomeada em homenagem à Beale Street, no centro de Memphis, Tennessee.

## Enredo
O livro acompanha o relacionamento entre uma garota de 19 anos chamada Tish e um escultor de 22 anos chamado Fonny. Eles cresceram no mesmo bairro em Nova York , amigos desde a infância, eventualmente eles se apaixonam e ficam noivos. O romance se passa depois que Fonny é falsamente acusado de estuprar uma mulher e é preso e encarcerado aguardando julgamento. Tish descobre que está grávida depois que Fonny é preso e precisa contar com o apoio dela e da família de Fonny. As falhas do sistema de justiça criminal mantêm Fonny encarcerado. 
Beale Street é o primeiro romance de Baldwin a focar exclusivamente em uma história de amor negra; é também o único romance de sua coleção narrado por uma mulher. Publicado no final do Movimento das Artes Negras, ele explora o amor na vida negra, centrando-se nos laços emocionais que mantêm duas famílias afro-americanas unidas, contruindo personagens que representam seu pensamento crítico aos problemas sociais dos afro-americanos.

## Adaptação cinematográfica
Barry Jenkins escreveu e dirigiu a adaptação cinematográfica do romance, estrelando KiKi Layne como Tish e Stephan James como Fonny, com Regina King (que ganhou um Oscar de melhor atriz coadjuvante por seu papel). 